# Assassi Fellahi
Assassi Fellahi (né le 12 janvier 1926 à Sétif, alors en Algérie française, et mort le 14 novembre 1995 à Lyon) est un footballeur franco-algérien. Il évoluait principalement au poste de défenseur, parfois comme milieu de terrain.

## Carrière
Il joue avec l'équipe professionnelle de l'AS Saint-Étienne de 1953 à 1957.
Avec cette équipe, il dispute 45 matchs en Division 1, six en Coupe Charles Drago et deux en Coupe de France.

## Palmarès
- Vainqueur de la Coupe Charles Drago en 1955 avec l'AS Saint-Étienne.